# Česlavs Bestenis
Česlavs Bestenis (ur. 30 października 1993) – łotewski zapaśnik walczący w stylu klasycznym. Zajął dwudzieste miejsce na  mistrzostwach Europy w 2014. Osiemnasty na igrzyskach europejskich w 2015. Srebrny medalista mistrzostw nordyckich w 2016 roku.